# Narodziny mistrza
Narodziny mistrza (ang. Prizefighter: The Life of Jem Belcher) – brytyjski film biograficzny z 2022 roku w reżyserii Daniela Grahama opowiadający historię Jema Belchera. W głównych rolach wystąpili Matt Hookings, Ray Winstone i Russell Crowe. Film miał premierę 30 czerwca 2022 roku za pośrednictwem platformy internetowej Prime Video.

## Fabuła
Film opowiada o życiu i karierze sportowej Jema Belchera, który na przełomie XVIII i XIX wieku zasłynął jako kilkukrotny mistrz Anglii w walkach bokserskich na gołe pięści.

## Obsada
- Matt Hookings jako Jem Belcher
- Ray Winstone jako Bill Warr
- Russell Crowe jako Jack Slack
- Jodhi May jako Mary Belcher
- Marton Csokas jako Lord Rushworth
- Julian Glover jako Lord Ashford
- Steven Berkoff jako Walter
- Glen Fox jako Pierce Egan
- Ricky Chaplin jako Henry Pearce
- Lucy Martin jako Gilly Belcher[1]

## Odbiór

### Reakcja krytyków
Film spotkał się ze negatywną reakcją krytyków. W agregatorze recenzji Rotten Tomatoes 20% z 15 recenzji uznano za pozytywne, a średnia ocen wystawionych na ich podstawie wyniosła 4,7 na 10. Agregator Metacritic zebrał dwie recenzje, obu przypisując ocenę 40 punktów na 100.